# Родна кућа Ђуре Јакшића
Родна кућа Ђуре Јакшића се налази у Српској Црњи, подигнута је тридесетих година 19. века. Значајна је због тога што је у њој рођен познати песник, књижевник и сликар Ђура Јакшић (1832–1878). Представља споменик културе од великог значаја. Кућа је панонског типа, конзерваторски радови на објекту изведени су 1975. године. Током 2011. године изведени су конзерваторски радови на кући: замена кровне грађе, постављање новог црепа, санација влаге. Поставка спомен-музеја је осавремењена.

## Ђура Јакшић
Ђура Јакшић се првобитно бавио сликарским радом и све до 50-их година прошлог века сматрао се првенствено сликарем. Прошао је кроз сликарску школу Константина Данила, боравио у два маха у Бечу и кратко у Минхену. Јака струја романтизма учинила је да се брзо и радикално одвоји од манира свог учитеља и да се издвоји као сасвим аутентична појава у српском сликарству романтизма, посебно значајна по својим историјским композицијама и портретима. У ликовној структури његове слике доминантно је осећање за боју и њене конструктивне и психолошке особине, превласт осећања над интелектуалним промишљањем. Склоност ка поезији, која је код Јакшића била под јаким утицајем европског романтизма, у тесној је вези са његовим сликарским изразом. Његов књижевни рад одликује разноврсност, богатство тема и литерарних форми. Обухвата љубавну и патриотско-социјалну поезију, историјске драме и приповетке и сврстава га међу највеће лиричаре српског романтизма, као што је и својим сликарским радом досегао највеће домете у српском сликарству романтизма.

## Спомен музеј Ђуре Јакшића
У кући је данас смештен спомен музеј Ђуре Јакшића. Музеј је отворен 1980. године. У њему се могу видети квалитетне репродукције слика Ђуре Јакшића, избор песама и одломци приповедака, као и етнолошка збирка. У оквиру музеја постоји и галерија у којој се излажу слике савремених уметника.

## Галерија
- Улична фасада
- Улична фасада
- Трем
- Детаљ уличне фасаде
- Соба
- Поставка